# Vasile Sidea
Vasile Sidea (n. 1927, Oradea, România – d. 1996) a fost un handbalist și arbitru de handbal român, președinte al Colegiului Central de Arbitri (1960 – 1991).
A fost arbitru la Jocurile Olimpice din München din 1972 și la cele din Montreal din 1976, precum și la campionatele mondiale din:
1962 România CM Feminin, 1964 Cehoslovacia CM Masculin, 1967 Suedia CM Masculin, 1970 Franța CM Masculin, 1974 RDG CM Masculin, 1978 Danemarca CM Masculin.
A fost observator internațional la Federația Internațională de Handbal (IHF), membru în IHF la Comisia de Redactare Regulamente. A avut 3 fii: Ionel, Augustin și Dorel.

## Distincții
- Ordinul „Meritul Sportiv” clasa a III-a (29 martie 1974) „pentru comportarea remarcabilă și ocuparea locului I la Campionatul mondial de handbal masculin – ediția 1974 –, precum și pentru contribuția deosebită adusă la dezvoltarea acestui sport și la creșterea prestigiului sportului românesc pe plan internațional”[4]